# Hans-Leo Weyers
Hans-Leo Weyers (* 24. Juni 1934; † 20. August 2021) war ein deutscher Rechtswissenschaftler und Hochschullehrer.

## Leben
Von 1953 bis 1956 studierte Hans-Leo Weyers an den Universitäten Tübingen, Hamburg und Freiburg im Breisgau Rechtswissenschaft und Volkswirtschaftslehre. Die Promotion erfolgte 1959 an der Universität Freiburg, die Habilitation 1970 an der Universität Tübingen.
Von 1971 bis zu seiner Emeritierung im Jahr 1999 war er ordentlicher Professor für Bürgerliches Recht, Zivilrecht, Privatversicherungsrecht, Ausländisches Recht und Rechtsvergleichung an der Johann Wolfgang Goethe-Universität Frankfurt am Main.
Er führte das Lehrbuch von Josef Esser zum Schuldrecht fort, ab der fünften Auflage von 1977 nur den Besonderen Teil, und er war Verfasser eines Lehrbuchs zum Versicherungsvertragsrecht, das er mit der dritten Auflage 2003 an Manfred Wandt übergab.
Hans-Leo Weyers starb am 20. August 2021 im Alter von 87 Jahren.

## Auszeichnungen
- 1991: Ehrendoktorwürde der Universität Stockholm
- 2003: Ehrendoktorwürde der Universität Saragossa

## Schriften
- Die Eheschließung nach spanischem Recht. Freiburg im Breisgau, Rechts- u. staatswissenschaftliche Fakultät, Dissertation vom 26. Mai 1959, als Buchausgabe: Freiburger rechts- u. staatswissenschaftliche Abhandlungen. Band 14.
- Unfallschäden. Praxis und Ziele von Haftpflicht- und Vorsorgesystemen. Zugl.: Habil.-Schrift, Universität Tübingen, Athenäum-Verlag. Frankfurt am Main, 1971.
- Versicherungsvertragsrecht, 2., neubearbeitete Auflage, Luchterhand, Neuwied, Kriftel, Berlin, 2000, ISBN 978-3-472-02326-5.
- Schuldrecht. Begründet von Josef Esser. Band 2: Besonderer Teil. Teilband 1: Verträge, 8., völlig neubearbeitete Auflage, 1998, ISBN 978-3-8114-2598-9; Teilband 2: Gesetzliche Schuldverhältnisse, 8., völlig neubearbeitete Auflage, 2000, ISBN 978-3-8114-0699-5, jeweils C.F. Müller, Heidelberg.